# Hugo zu Hohenlohe-Oehringen

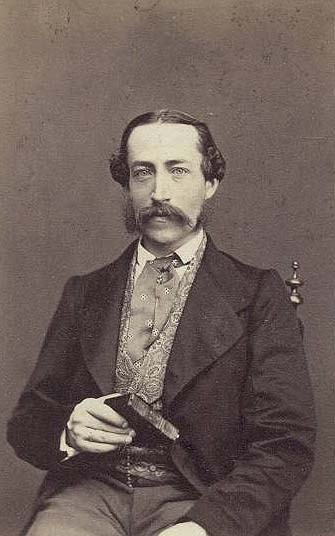
Hugo zu Hohenlohe-Oehringen

Friedrich Wilhelm Eugen Karl Hugo 4. Fürst zu Hohenlohe-Oehringen, 1. Herzog von Ujest (* 27. Mai 1816 in Stuttgart; † 23. August 1897 auf Schloss Slawentzitz in Slawentzitz) war Vizepräsident des Deutschen Reichstags, preußischer General der Infanterie, Präsident des Union-Klubs und Montanindustrieller.

## Leben
Er war Sohn des Fürsten August von Hohenlohe-Oehringen (1784–1853) aus dem Haus Hohenlohe-Oehringen und der Luise von Württemberg (1789–1851), Tochter des Herzogs Eugen Friedrich Heinrich von Württemberg, dem Begründer der Linie Carlsruhe in Oberschlesien, und dessen Ehefrau Prinzessin Luise zu Stolberg-Gedern. Er selbst heiratete 1847 Prinzessin Pauline zu Fürstenberg (1829–1900).
Hohenlohe-Oehringen studierte in Berlin und an der Forstakademie Tharandt. Am 16. Februar 1835 trat er als Unterleutnant in die Garde zu Pferde der Württembergischen Armee ein. Als Rittmeister war er ab 28. Juni 1841 diensttuender Adjutant von König Wilhelm I. von Württemberg und stieg in dieser Stellung bis August 1849 zum Oberst auf. Am 16. Oktober 1851 wurde Hohenlohe-Oehringen auf sein Gesuch hin vom Militärdienst entbunden. In Erinnerung an einen Ausflug nach Alexisbad im Harz stiftete er 1845 die noch heute erhaltene Verlobungsurne.

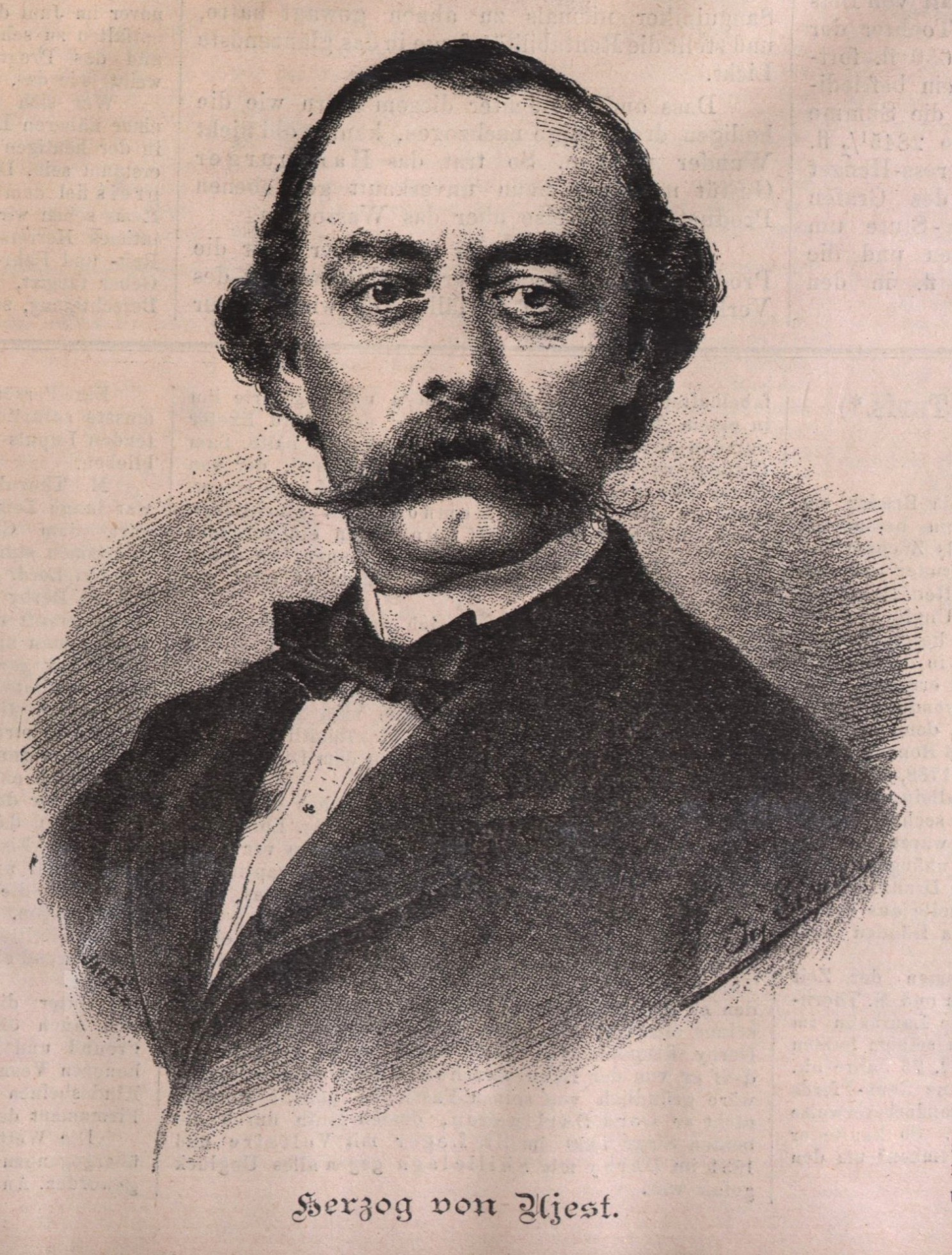
Hugo zu Hohenlohe-Oehringen, 1878

Bereits 1849 übernahm er die Familiengüter in Öhringen und Neuenstein sowie die schlesischen Besitzungen. Sein Großvater Friedrich Ludwig Fürst zu Hohenlohe-Ingelfingen war 1782 durch Heirat in den Besitz der Herrschaft Slawentzitz in Oberschlesien gelangt. 1804 hatte er auch die Herrschaften Landsberg und Koschentin erworben. Der schlesische Besitz vereinte die Fideikommisse Slawentzitz, Ujest und Bitschin mit einer Fläche von 175 km². Hugo erreichte deren Ernennung zur Freien Standesherrschaft und erlangte 1861 bei der Krönungsfeier Wilhelms I. den Titel eines Herzogs von Ujest.
Er erwarb in den 1840er Jahren einige Zinkgruben. Mit dem Einstieg in den Galmeibergbau und in die Zinkverhüttung in Oberschlesien baute der Fürst die familieneigenen Industrieunternehmen und insbesondere die Zinkindustrie aus. Im Jahr 1871 ließ er die Zinkhütte in Bittkow (Hohenlohe-Hütte) errichten. Er gründete auch die dazugehörige Siedlung Hohenlohehütte. Im Jahr 1888 wurde dort ein Zinkwalzwerk errichtet. In der Folge erwarb Hohenlohe-Oehringen weitere Zinkhütten. Außerdem erwarb er in den 1890er Jahren verschiedene Kohlegruben. Am Ende seines Lebens war Hohenlohe-Oehringen einer der größten Zinkproduzenten weltweit.
1867 wurde er erster Präsident des Union-Klubs, dem damaligen Gegenstück des heutigen Direktoriums für Vollblutzucht und Rennen. Hugo zu Hohenlohe-Oehringen war Besitzer von Rennpferden, darunter die Derbysieger Pirat von 1877 und Künstlerin von 1879.
Der Fürst war erbliches Mitglied des Preußischen Herrenhauses sowie der Kammer der Standesherren in Württemberg. Außerdem gehörte Hohenlohe-Oehringen ab 1852 dem Preußischen Abgeordnetenhaus an. Zudem war er preußischer General der Infanterie à la suite der Armee und württembergischer General der Kavallerie. Ab 1870 war er Senior des fürstlichen Gesamthauses Hohenlohe-Oehringen.
Am Deutschen Krieg 1866 nahm Hohenlohe-Oehringen als Generalleutnant im Großen Hauptquartier an der Schlacht bei Königgrätz teil. Anschließend fungierte er vom 20. Juli bis zum 7. September 1866 als Generalgouverneur von Mähren. Er war Mitbegründer der Deutschen Reichspartei und war von 1867 bis 1871 Mitglied des Norddeutschen Reichstages. Von 1871 bis 1875 gehörte er dem Deutschen Reichstag an und war dessen Vizepräsident.
Sein Reichstagsmandat für die Wahlperiode 1874–1877 musste er niederlegen, nachdem dieses am 21. Januar 1875 von der Wahlprüfungskommission des Reichstags für ungültig erklärt worden war. In der Wiederholungswahl vom 24. September 1875 trat er an und verlor gegen Carl Gratza (Deutsche Zentrumspartei). Nach dem Tode Gratzas kandidierte er in der Ersatzwahl vom 18. September 1876 und unterlag Adolph Franz (Deutsche Zentrumspartei).
Fürst Hugo war letztlich ein politischer Unternehmer, der wirtschaftliches Engagement mit politischem Ehrgeiz zu verbinden vermochte.

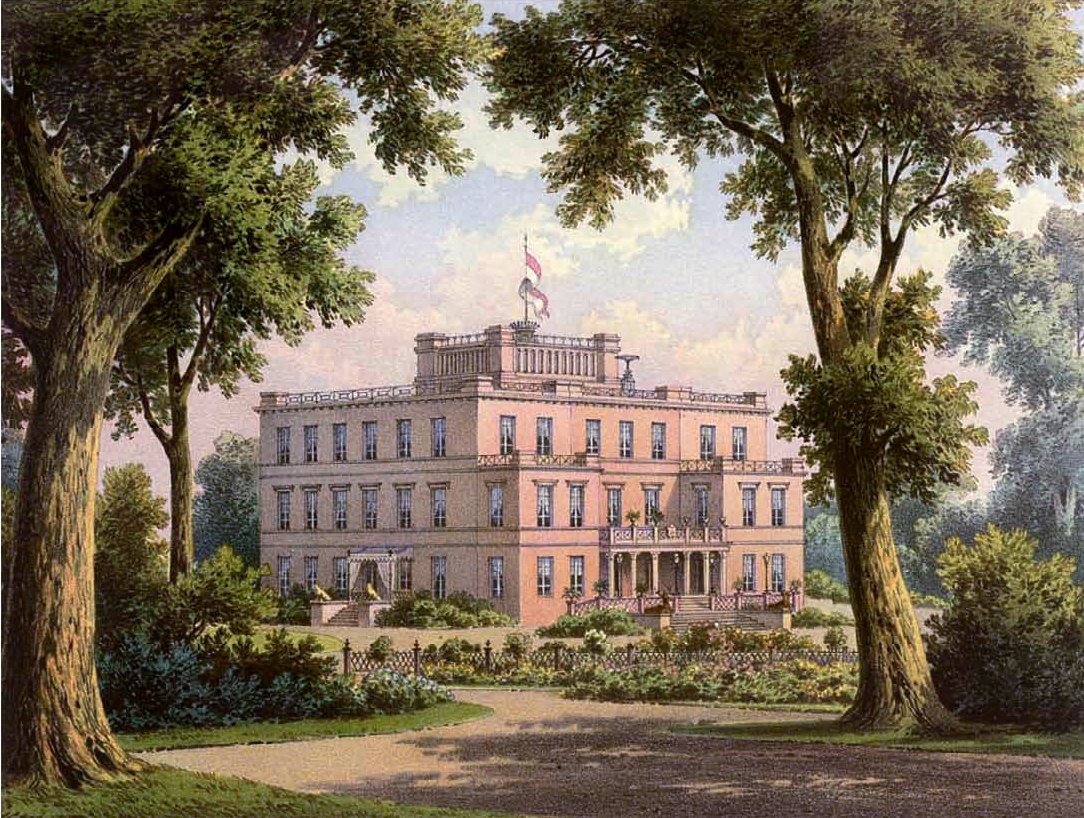
Schloss Slawentzitz in Oberschlesien
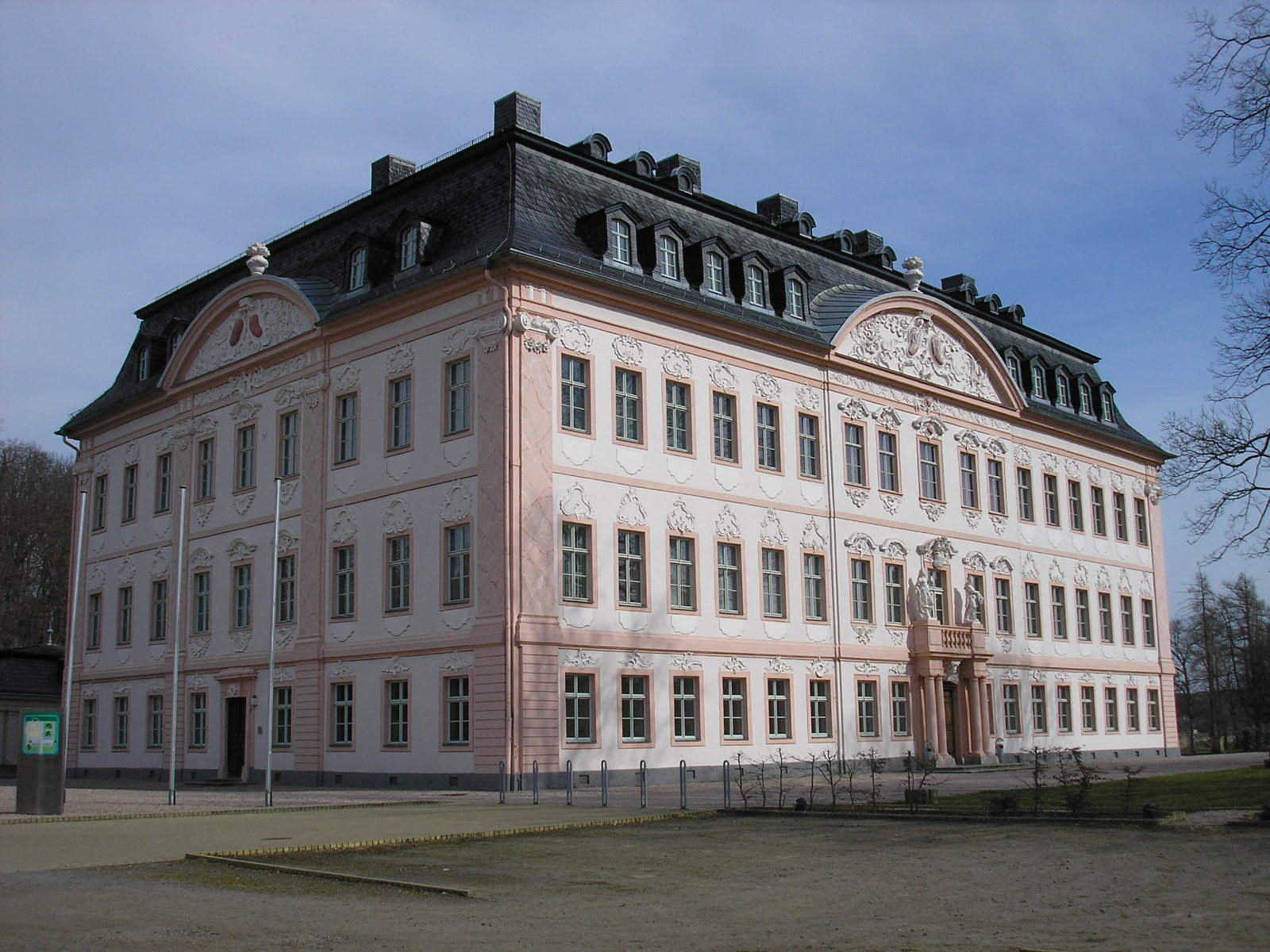
Schloss Oppurg, Thüringen
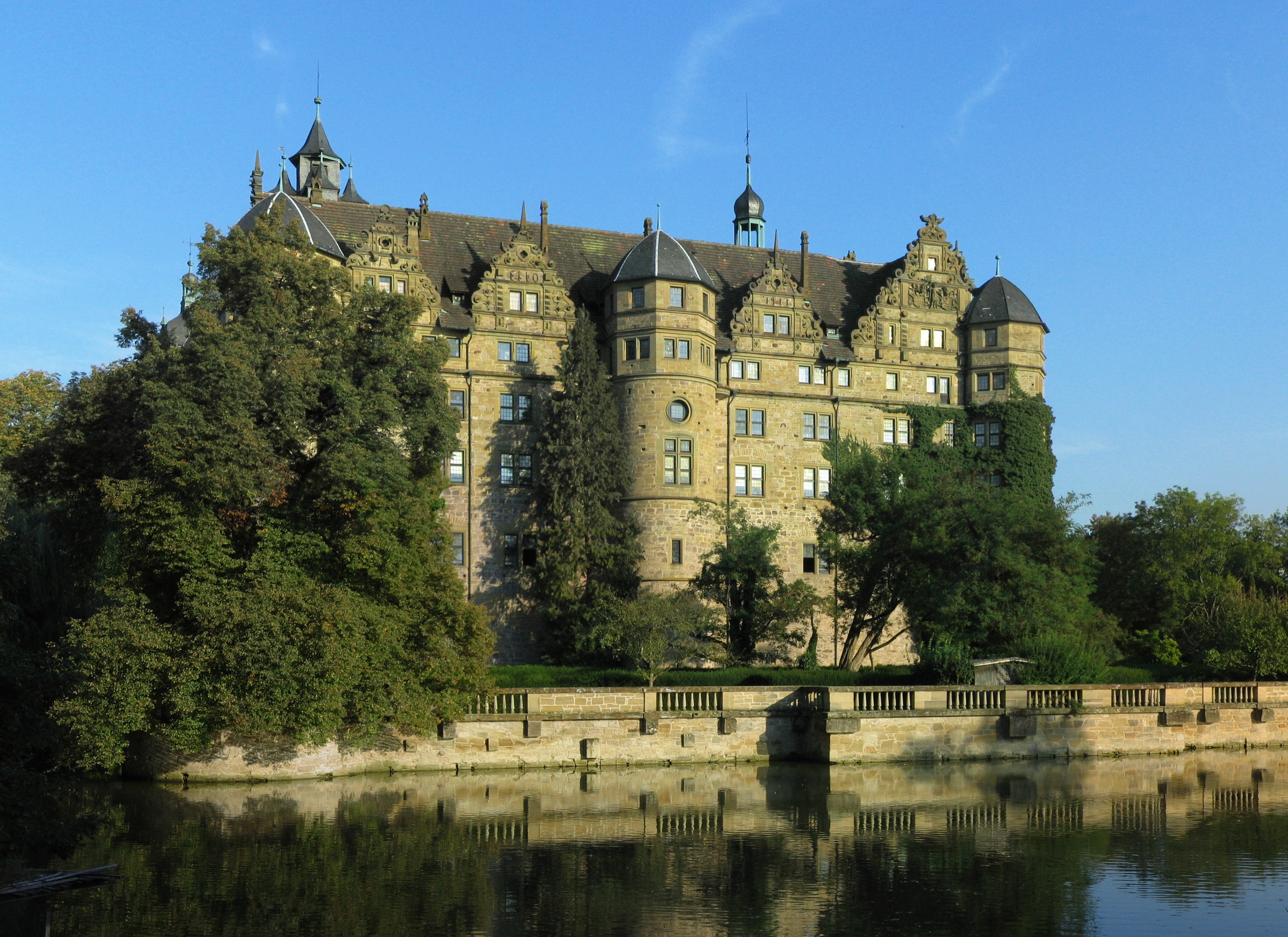
Schloss Neuenstein
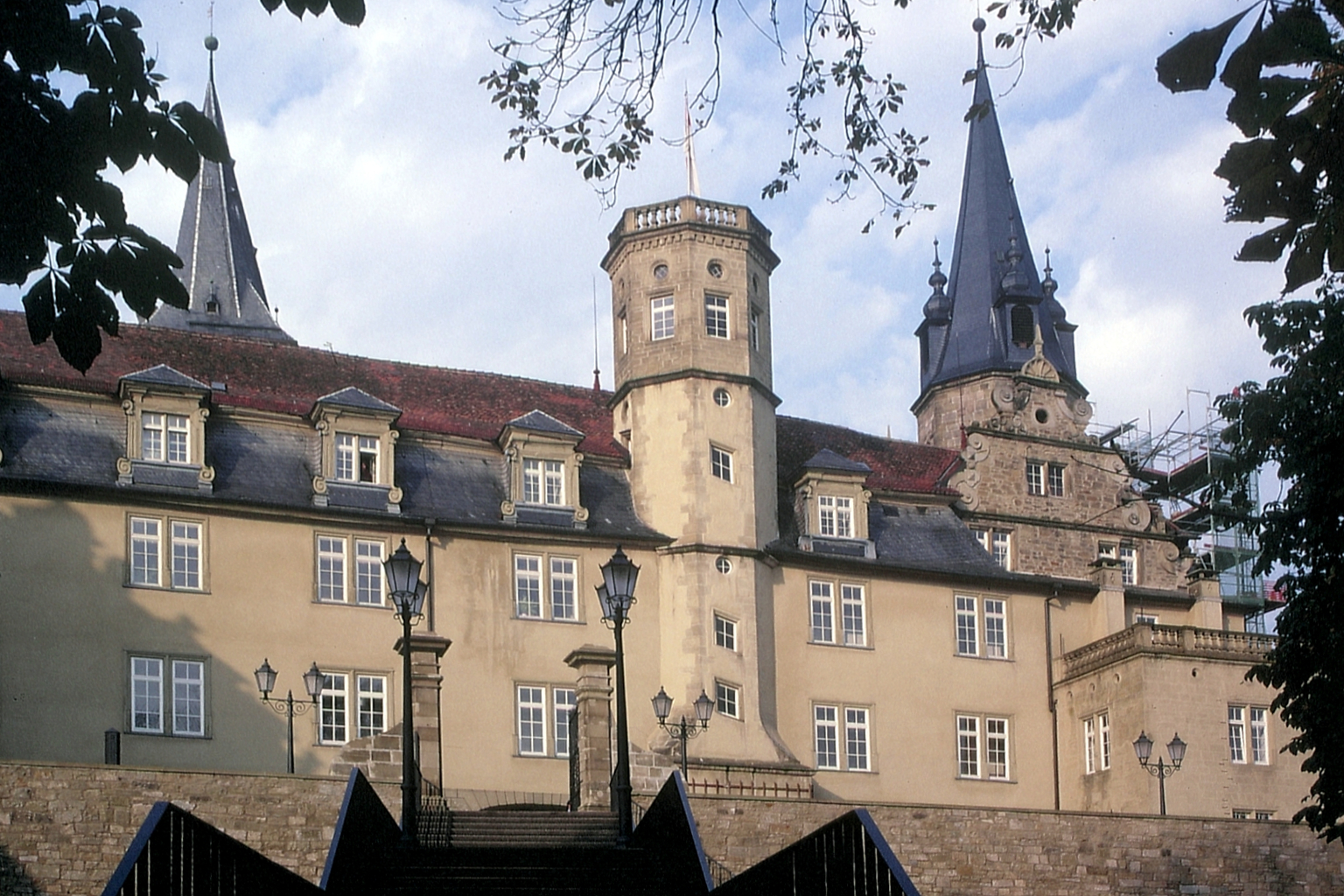
Schloss Öhringen

## Nachkommen
- Christian Kraft 5. Fürst zu Hohenlohe-Oehringen, 2. Herzog von Ujest (* 21. März 1848 in Öhringen; † 14. Mai 1926 in Somogyszob) ⚭ Ottilie Gräfin Lubraniec-Dambska (1868–1922)
- Marie (* 25. Juli 1849 in Schaffhausen; † 31. Januar 1929 auf Schloss Meffersdorf in Wigandsthal) ⚭ Prinz Heinrich XIX. Reuß (1848–1904)
- Luise (* 14. Juli 1851 in Slawentzitz; † 18. Februar 1920 ebenda) ⚭ Friedrich Ludwig Graf von Frankenberg und Ludwigsdorff (1835–1897)
- August Karl (* 2. Januar 1854 in Slawentzitz; † 27. Januar 1884 in Sanremo)
- Friedrich Karl (* 21. September 1855 in Slawentzitz; † 27. Dezember 1910 in Paris) ⚭ Marie Gräfin von Hatzfeldt (1871–1932)
- Johann Heinrich Georg 6. Fürst zu Hohenlohe-Oehringen, 3. Herzog von Ujest (* 24. April 1858 in Slawentzitz; † 24. April 1945 in Oppurg) ⚭ 1889 Olga zu Hohenlohe-Oehringen (1862–1935)
- Max Anton Karl (* 2. März 1860 in Slawentzitz; † 14. Januar 1922 in Berlin) ⚭ Helene Gräfin von Hatzfeldt (1865–1901)
- Wilhelm (* 27. August 1861 in Slawentzitz; † 8. Dezember 1861 ebenda)
- Hugo Friedrich (* 26. September 1864 in Slawentzitz; † 31. Oktober 1928 in Berlin) ⚭ Helga Hager (1877–1951)
- Margarethe (* 27. Dezember 1865 in Slawentzitz; † 13. Juni 1940 in Dresden) ⚭ Graf Wilhelm von Hohenau (1854–1930)

## Auszeichnungen
(unvollständig)
- 1846 Großkreuz des Friedrichs-Ordens[9]
- 1864 Großkreuz des Ordens der Württembergischen Krone[10]
- Großkomtur des Königlichen Hausordens von Hohenzollern am 20. September 1866
- 1872 Württembergischer Olga-Orden
- Ritter des Schwarzen Adlerordens am 21. Januar 1887